# 高爾修
高爾修，直隶静海县人，清朝政治人物。
順治六年（1649年）己丑科进士，官至雲南道監察御史。